# Кюттен (Мозель)
Кютте́н (фр. Cutting) — коммуна во французском департаменте Мозель региона Лотарингия. Относится к кантону Дьёз.

## Географическое положение
Кюттен расположен в 60 км к юго-востоку от Меца. Соседние коммуны: Гензелен на севере, Лостроф на северо-востоке, Лудрефен на востоке, Рорбаш-ле-Дьёз на юге, Зомманж на юго-западе, Бидестроф на западе, Домнон-ле-Дьёз и Басен на северо-западе.

## История
- Возник как древнеримская усадьба Cuttingosvilla.
- В VIII веке принадлежал к аббатству Виссембург.

## Демография
По переписи 2008 года в коммуне проживало 125 человек.

## Достопримечательности
- Церковь Сен-Мартен, 1730 года.
- Военное кладбище времён Первой мировой войны 1914—1918 годов.

## Известные уроженцы
- Жан-Мартен Муа (фр. Jean-Martin Moye; 1730—1793) — французский католический священник, миссиионер в Китае, основатель Конгрегации святого Провидения.